# Островский, Аркадий Ильич
Арка́дий Ильи́ч Остро́вский (в документах Абрам Ильич Островский; 25 февраля 1914, Сызрань, Симбирская губерния — 18 сентября 1967, Сочи, Краснодарский край) — советский композитор-песенник. Заслуженный деятель искусств РСФСР (1965). Написанные в 1960-е годы песни («Пусть всегда будет солнце», «Спят усталые игрушки», вокализ «Я очень рад, что, наконец, возвращаюсь домой», «Песня остаётся с человеком», песни из цикла «А у нас во дворе» и многие другие) приобрели всенародную известность.

## Биография
Абрам (Аркадий) Ильич Островский родился 12 (25) февраля 1914 год в Сызрани в еврейской семье. Отец, Илья Ильич Островский, владел музыкальным магазином, а с 1918 года работал настройщиком музыкальных инструментов, был выборным членом Сызранского еврейского общества. Он состоял также членом Объединённого союза работников искусства и просвещения, заседания которого проходили во втором этаже магазина А. К. Козлова на Большой улице. Семья жила неподалёку — на пересечении Большой улицы (дом 29) и Пролетарского переулка, в квартире над принадлежащим семье музыкальным магазином. У Аркадия также был младший брат Эфраим (Ромка) 1919 г.р., который погиб во время войны. 
С 1927 жил в Ленинграде, учился в ФЗУ при заводе «Электросила», получил специальность кузнеца. В 1930 году поступил в Центральный музыкальный техникум. В этом же году умерла его мать Софья Эммануиловна Островская. С 1935 года и до начала Великой Отечественной войны играл на аккордеоне в Ленинградском джаз-оркестре под управлением Эмиля Кемпера.
С 1940 по 1947 год Островский работал аккордеонистом и пианистом в джаз-оркестре Леонида Утёсова, делал для него аранжировки. В военные годы находился в эвакуации в Новосибирске. В эти же годы написал первые песни. Две его песни — «Я — демобилизованный» (слова Ильи Фрадкина) и «Сторонка родная» (слова Сергея Михалкова) были исполнены и записаны Утёсовым.
Широкая известность пришла к нему вскоре после ухода из оркестра и знакомства с поэтом Львом Ошаниным — в 1948 году их песня «Комсомольцы — беспокойные сердца» получила первую премию конкурса на лучшую песню о комсомольцах. В том же году Островский был принят в Союз композиторов СССР. В 1954 году Клавдией Шульженко на радио была исполнена его песня «Мой старый парк» (на слова В. Бахнова и Я. Костюковского), ставшая популярной, хотя изначально была спета ей же, но с другим текстом и названием («Срочный поцелуй» на слова Ю. Цейтлина) ещё в 1945 году.
В 1956 году переехал с семьёй в новую кооперативную квартиру в Москве по адресу: улица Огарёва, дом 13 — при Центральном доме композитора в Брюсовом переулке.
Аркадий Островский стал автором песен, приуроченных к Всемирным фестивалям молодёжи и студентов в 1955 году в Варшаве и в 1957 году в Москве. А в июле 1962 года композитором на стихи Льва Ошанина была написана песня «Пусть всегда будет солнце», получившая первую премию на Международном фестивале песни в Сопоте.
В 1962—1965 годах создал лирический песенный «дворовый цикл» «А у нас во дворе» на слова Л. Ошанина, в который вошли пять песен — «А у нас во дворе», «И опять во дворе», «Я тебя подожду», «Вот снова этот двор», «Детство ушло вдаль».
Песни Островского исполняли Эдуард Хиль, Иосиф Кобзон, Муслим Магомаев, Майя Кристалинская, Эдита Пьеха, Олег Анофриев, Леонид Екимов, сербская (в то время югославская) певица Радмила Караклаич и другие.
Аркадий Островский также написал много песен для детей. Одна из наиболее известных — «Спят усталые игрушки» — звучит в заставке передачи «Спокойной ночи, малыши» (автор слов — З. А. Петрова). В передаче песню исполняли Олег Анофриев, Валентина Толкунова. Актриса Театра кукол Сергея Образцова Ева Синельникова исполняла цикл детских песен Островского на стихи Зои Петровой от лица Буратино.
В 1965 году «за заслуги в области советского музыкального искусства» Указом Президиума Верховного Совета РСФСР композитору было присвоено почетное звание — Заслуженный деятель искусств РСФСР.
Владел голубым «Москвичом», затем — двухцветной «Волгой» (тёмно-зелёный низ и салатный верх).
Снимал кинофильмы о друзьях и знакомых.
В сентябре 1967 года в Сочи открывался первый фестиваль «Красная гвоздика», на который Островский получил приглашение. Последние годы он тяжело болел, и врачи были против его отъезда из Москвы. 15 сентября Островский оказался на операционном столе сочинской больницы с прободной язвой желудка и внутренним кровотечением. Скончался вечером 18 сентября.
Похоронен Аркадий Островский на Новодевичьем кладбище. На гранитном памятнике Островскому на Новодевичьем кладбище выгравирована нотная строчка со словами «Пусть всегда будет солнце!»
Последнее его сочинение — «Доверчивая песня» на стихи Ошанина — завершило второй «дворовый цикл». Её карандашный набросок остался лежать на домашнем рояле, и уже после смерти автора песня была аранжирована Александрой Пахмутовой, а затем прозвучала в исполнении Иосифа Кобзона. Ещё одна посмертная песня (также на стихи Льва Ошанина) получила название «Время» и родилась из насвистанного Островским мотива, запись которого была обнаружена вдовой композитора на магнитофонной бобине. Оркестровку сделал Оскар Фельцман, впервые песня была исполнена Муслимом Магомаевым в 1969 году.

## Память
В 1983 году ансамбль «Мелодия» под управлением Бориса Фрумкина выпустил сборник инструментальных вариаций на темы песен композитора, записанных совместно со струнной группой и приглашёнными солистами.
В 1984 году в Колонном зале Дома Союзов состоялся творческий вечер Аркадия Островского, показанный по 1-й программе Центрального телевидения СССР 25 февраля 1984 года, в день 70-летия  композитора.
В 1998 году постановлением Правительства Москвы детской музыкальной школе № 8 присвоено имя Аркадия Островского.
1 июня 2021 года в Москве на доме № 13 в Газетном переулке открыта мемориальная доска композитору.
25 февраля 2004 года в день 90-летия композитора в Москве на площади перед концертным залом «Россия» появилась звезда с его именем. В том же году о нём был снят документальный телефильм «Аркадий Островский. Песня остается с человеком…» (реж. Владимир Чибисов).
В городе Сызрани в 2005 году в ознаменование 90-летия со дня рождения композитора Детской школе искусств № 2 было присвоено имя Аркадия Островского. В ноябре 2023 года в Сызрани был установлен памятник на площади возле Дворца творчества детей и молодёжи. В апреле 2024 года скверу в Пролетарском переулке (бывшем переулке Дворянском) между ГБУЗ СО "Сызранская городская поликлиника" и Западным управлением Министерства образования и науки Самарской области присвоено имя Островского и установлен второй памятник.

## Семья
Жена — Матильда Ефимовна Островская (в девичестве Лурье, 1907—2000), эстрадная балерина. Сын — Михаил Островский (род. 1935), физиолог, академик РАН. Внук — Аркадий Островский (род. 1971), российско-британский журналист и писатель, сотрудник газеты Financial Times, позднее журнала The Economist.

## Адреса в Москве
- до 1956 года — Фурманный переулок, дом 18,
- 1956—1967 — улица Огарёва, дом 13[13].

## Список песен (выборка)
- «Я — демобилизованный» (1945, сл. И. Фрадкина)
- «Сторонка родная» (1945, сл. С. Михалкова)
- «Школьная полька» (1947, сл. Л. Ошанина)
- «Студенческая застольная» (1947, сл. О. Фадеевой)
- «Комсомольцы — беспокойные сердца» (1948, сл. Л. Ошанина)
- «Летят стрижи» (1949, сл. Л. Ошанина)
- «Чья работа всех чудесней» (1950, сл. Я. Белинского)
- «Где росла ты, девушка» (1950, сл. М. Исаковского)
- «Дайте трудное дело» (1951, сл. Л. Ошанина)
- «Старый парк» (1954, сл. В. Бахнова и Я. Костюковского)
- «Друзья-товарищи» (1955, сл. Я. Белинского)
- «Друг дорогой» (1955, сл. Л. Ошанина)
- «А я вижу» (1955, сл. Л. Ошанина)
- «Веришь — не веришь» (1955, сл. Л. Ошанина)
- «Зори московские» (1957, сл. М. Лисянского)
- «Галоши» (1958, сл. З. Петровой)
- «Так нам сердце велело» (1958, сл. Л. Ошанина)
- «Хороша ты, Вена» (1959, сл. Л. Ошанина) — песня к VII Всемирному фестивалю молодёжи и студентов в Вене
- «Если вам ночью не спится» (1961, сл. С. Михалкова) — из музыки к комедии Ярослава Дитла «Свиные хвостики»
- «Я иду» (1962, сл. Е. Долматовского)
- «Мальчишки» (1962, сл. И. Шаферана)
- «Товарищ Куба» (1962, сл. Л. Ошанина)
- «Пусть всегда будет солнце» (1962, сл. Л. Ошанина)
- Песенный цикл «А у нас во дворе»: песни «А у нас во дворе», «И опять во дворе», «Я тебя подожду» (1963, сл. Л. Ошанина)
- «Да!» (1964, сл. Л. Ошанина)
- «Возможно» (1964, сл. И. Шаферана)
- «Лесорубы» (1964, сл. М. Танича)
- «Песня остаётся с человеком» (1964, сл. С. Острового) — гимн фестиваля «Песня года»
- «Город спит» («Почему же я одна») (1964, сл. Л. Ошанина)
- «Аист» (1965, сл. В. Семернина)
- «Спят усталые игрушки» (1965, сл. З. Петровой)
- «Голос Земли» (1965, сл. Л. Ошанина)
- «Ах, море, море» («Моряк вразвалочку сошёл на берег») (1965, сл. М. Танича и И. Шаферана)
- «Песня о школьном звонке» (1965, сл. З. Петровой)
- «Песня любви» (1965, сл. Л. Ошанина)
- «Красная гвоздика» (1965, сл. Л. Ошанина)
- «Как провожают пароходы» (1965, сл. К. Ваншенкина)
- «Слышишь, Париж, это я» (1966, сл. Л. Ошанина)
- Вокализ «Я очень рад, что, наконец, возвращаюсь домой» (1966)
- «Слушай, сердце» (1966, сл. И. Шаферана)
- «Вот снова этот двор» (1966, сл. Л. Ошанина) — 4-я песня цикла «А у нас во дворе»
- «Детство ушло вдаль» (1966, сл. Л. Ошанина) — 5-я песня цикла «А у нас во дворе»
- «Атомный век» (1966, сл. И. Кашежевой)
- «Не встретимся» (1966, сл. И. Кашежевой)
- «Нет, так не бывает» (1966, сл. И. Кашежевой)
- «Круги на воде» (1967, сл. И. Кашежевой)
- «Лунный камень» (1967, сл. И. Кашежевой)
- «Сияют ленинские звёзды» (1967, сл. Л. Дербенёва)
- «Начало начал» (1967, посмертно, сл. Л. Ошанина, клавир и оркестровка А. Пахмутовой)
- «Время» (1967, посмертно, сл. Л. Ошанина, оркестровка О. Фельцмана)[26]